# Sveta mošeja
Masjid al-Haram (arabsko ٱَلْمَسْجِدُ ٱلْحَرَام‎, latinizirano: al-Masjid al-Ḥarām, dob. ''Sveta mošeja''), znana tudi kot Sveta mošeja ali Velika mošeja v Meki, velja za najpomembnejšo mošejo v islamu. Zajema bližino Kabe v Meki, v provinci Meka v Saudovi Arabiji. Je med romarskimi kraji, povezanimi s hadžem, ki ga mora vsak musliman opraviti vsaj enkrat v življenju, če le more. To je tudi glavno mesto za izvedbo Umrah, manjše romanje, ki se ga lahko lotimo kadar koli v letu. Obredi obeh romanj vključujejo obhod Kabe znotraj mošeje. Velika mošeja vključuje druga pomembna pomembna mesta, kot so Črni kamen, vodnjak Zamzam, Maqam Ibrahim ter hriba Safa in Marva.
Od leta 2024 je Velika mošeja hkrati največja mošeja na svetu in najdražja zgradba na svetu. Skozi leta je bila deležna večjih prenov in razširitev. Prešla je skozi nadzor različnih kalifov, sultanov in kraljev, zdaj pa je pod nadzorom kralja Saudove Arabije, ki se imenuje skrbnik dveh svetih mošej.

## Zgodovina
Velika mošeja tekmuje z Masjid As-Sahabah v eritrejskem mestu Masava in mošejo Kuba v Medini kot najstarejše mošeje. Po islamski tradiciji je islam kot vera pred Mohamedom in predstavlja prejšnje preroke, kot je Abraham. Po mnenju islamskih učenjakov naj bi Abraham zgradil Kabo v Meki in posledično njeno svetišče, ki po muslimanskem mnenju velja za prvo mošejo, ki je kdaj obstajala. Po mnenju drugih učenjakov se je islam začel v času Mohamedovega življenja v 7. stoletju našega štetja, prav tako arhitekturne komponente, kot je mošeja. V tem primeru bi bila mošeja Kuba prva zgrajena mošeja v zgodovini islama.

### Obdobje Abrahama in Ismaela
Po islamskem izročilu v Koranu je Abraham skupaj s svojim sinom Ismaelom zgradil temelje hiše, ki so jo komentatorji označili kot Kabo. Po islamskem izročilu je rečeno, da je Alah pokazal Abrahamu točno lokacijo, ki jo je pred tem zgradil Adam, zelo blizu tega, kar je zdaj vodnjak Zamzam. Potem ko je Abraham zgradil Kabo, naj bi mu angel prinesel Črni kamen, nebesni kamen, ki naj bi po izročilu padel z neba na bližnji hrib Abu Qubays. Islamski učenjaki verjamejo, da je Črni kamen edini ostanek prvotne stavbe, ki jo je naredil Abraham.
Po postavitvi Črnega kamna v vzhodni kot Kabe je Abraham domnevno prejel razodetje, v katerem je Bog rekel ostarelemu preroku, naj gre zdaj in oznanja romanje med človeštvom, tako da bodo ljudje lahko prišli iz Arabije in iz oddaljenih dežel, na kameli in peš.

### Mohamedovo obdobje
Po zmagoviti vrnitvi Mohameda v Meko leta 630 n. št. je razbil idole v in okoli Kabe, podobno kot je po Koranu Abraham storil v svoji domovini. Tako se je končala politeistična uporaba Kabe in začela monoteistična vladavina nad njo in njenim svetiščem.

### Omajadsko obdobje
Prva večja prenova mošeje je bila izvedena leta 692 po ukazu Abd al-Malika ibn Marvana. Pred to prenovo, ki je vključevala dvig zunanjih zidov mošeje, je bila mošeja majhno odprto območje s Kabo v središču. Do konca 8. stoletja so bili stari leseni stebri mošeje nadomeščeni z marmornimi stebri in krila molitvene dvorane so bila razširjena na obeh straneh skupaj z dodatkom minareta na ukaz Al-Valida I. Širjenje islama na Bližnjem vzhodu in dotok romarjev sta zahtevala skoraj popolno prenovo mesta, ki je vključevalo dodajanje več marmorja in treh dodatnih minaretov.

### Osmanska doba
Leta 1570 je sultan Selim II. glavnemu arhitektu Mimarju Sinanu naročil prenovo mošeje. Ta prenova je povzročila zamenjavo ravne strehe s kupolami, okrašenimi s kaligrafijo v notranjosti, in postavitev novih podpornih stebrov, ki so priznani kot najzgodnejše arhitekturne značilnosti sedanje mošeje. Ti elementi so najstarejši ohranjeni deli stavbe.
Med močnim deževjem in hudourniškimi poplavami leta 1621 in 1629 so zidovi Kabe in mošeje utrpeli veliko škodo. Leta 1629, v času vladavine sultana Murata IV., je bila mošeja prenovljena. Pri prenovi mošeje so dodali novo kamnito arkado, zgradili še tri minarete (skupaj jih je bilo sedem) in prenovili marmorna tla. To je bilo nespremenjeno stanje mošeje skoraj tri stoletja.

### Savdska doba

#### Prva saudska širitev
Prva večja prenova pod saudskimi kralji je bila izvedena med letoma 1955 in 1973. Pri tej prenovi so dodali še štiri minarete, prenovili strop, tla pa zamenjali z umetnim kamnom in marmorjem. Galerija Mas'a (As-Safa in Al-Marvah) je vključena v mošejo prek strehe in ograjenih prostorov. Med to prenovo so bile porušene številne zgodovinske značilnosti, ki so jih zgradili Osmani, zlasti podporni stebri.
20. novembra 1979 so Veliko mošejo zavzeli skrajni uporniki, ki so pozivali k strmoglavljenju saudske dinastije. Vzeli so talce in v obleganju, ki je sledilo, je bilo na stotine ubitih. Ti dogodki so bili šok za islamski svet, saj je nasilje v mošeji strogo prepovedano.

#### Druga saudska širitev
Druga saudska prenova pod kraljem Fahdom je mošeji dodala novo krilo in zunanji molitveni prostor. V novo krilo, ki je tudi namenjeno molitvam, se pride skozi vrata kralja Fahda. Ta razširitev je bila izvedena med letoma 1982 in 1988.
V letih od 1987 do 2005 so zgradili več minaretov, postavili kraljevo rezidenco s pogledom na mošejo in več molitvenega prostora v in okoli same mošeje. Ti dogodki so potekali sočasno s tistimi v Arafatu, Mini in Muzdalifi. Ta razširitev je dodala še 18 vrat, tri kupole, ki ustrezajo položaju vsakih vrat in namestitev skoraj 500 marmornih stebrov. Drugi sodobni dogodki so dodali ogrevana tla, klimatske naprave, tekoče stopnice in drenažni sistem.
Poleg tega širitev kralja Fahda vključuje 6 namenskih molitvenih dvoran za invalide. Te dvorane imajo klančine za lažji vstop in izstop z invalidskimi vozički, pa tudi namenske poti ter brezplačne električne in ročne vozičke za njihovo uporabo.

#### Tretja saudska širitev
Leta 2008 je saudska vlada pod kraljem Abdulahom Ibn Abdulazizom napovedala širitev mošeje, ki je vključevala razlastitev zemljišča severno in severozahodno od mošeje, ki pokriva 300.000 m². Takrat je mošeja pokrivala površino 356.800 m², vključno z notranjimi in zunanjimi molitvenimi prostori. Za projekt širitve je bilo dodeljenih 40 milijard rialov (10,6 milijarde USD).
Avgusta 2011 je vlada pod kraljem Abdulahom objavila dodatne podrobnosti o širitvi. Pokrival bi površino 400.000 m² in bi sprejel 1,2 milijona vernikov, vključno z večnadstropnim prizidkom na severni strani kompleksa, novimi stopnišči in tuneli, vrati, poimenovanimi po kralju Abdulahu in dvema minaretoma, ki prinašajo skupno število minaretov na enajst. Območja (Mataf) okoli Kabe bi se razširilo in vsi zaprti prostori bi dobili klimatsko napravo. Po dokončanju bi to povečalo kapaciteto mošeje s 770.000 na več kot 2,5 milijona vernikov. Njegov naslednik, kralj Mohamed bin Salman, je julija 2015 začel pet megaprojektov kot del celotnega projekta širitve kralja Abdulaha, ki pokriva površino 456.000 m². Projekt je izvedla Saudi Binladin Group. Leta 2012 je bil dokončan kompleks Abradž Al Bait skupaj s 601 metrskim stolpom - Kraljevi urni stolp v Meki (Mekkah Royal Clock Tower).
11. septembra 2015 je umrlo najmanj 111 ljudi, 394 pa jih je bilo ranjenih, ko se je na mošejo zrušil žerjav. Gradbena dela so bila po incidentu prekinjena in ostala na čakanju zaradi finančnih težav med naftno prenasičenostjo. Razvoj se je končno znova začel dve leti pozneje septembra 2017.

### Pandemija covid19
5. marca 2020, med pandemijo COVID-19, so mošejo začeli zapirati ponoči in romanje Umra je bilo prekinjeno, da bi omejili udeležbo. Ponovna vzpostavitev službe Umra se je začela 4. oktobra 2020 s prvo fazo postopnega obnovitve, ki je bila omejena na saudske državljane in izseljence iz Kraljevine v višini 30 odstotkov. Leta 2020 je vizume za hadž dobilo le 10.000 ljudi, leta 2021 pa 60.000 ljudi.

## Romanje
Velika mošeja je glavno prizorišče za romanja hadž in umra, ki potekata v mesecu Dhu al-Hijja v islamskem koledarju oziroma kadar koli v letu. Romanje na hadž je eden od stebrov islama, zahtevan od vseh sposobnih muslimanov, ki si lahko privoščijo potovanje. V zadnjem času več kot 5 milijonov muslimanov vsako leto opravi hadž.

## Strukture
Kaba je stavba kockaste oblike v središču Velike mošeje in najbolj sveto mesto v islamu. Je osrednja točka islamskih obredov, kot sta molitev in romanje.
Črni kamen je vzhodni temeljni kamen Kabe in igra vlogo pri romanju.
Maqam Ibrahim je skala, ki naj bi imela odtis Abrahamovega stopala in je shranjena v kristalni kupoli poleg Kabe.
Safa in Marva sta dva hriba, med katerima je tekla Abrahamova žena [Haadžar] in iskala vodo za svojega malega sina Ismaela, dogodek, ki se ga spominja v saʿy obredu romanja. [Sa'aee]
Vodnjak Zamzam je vodni vir, ki je po izročilu čudežno izviral, potem ko Haadžar ni mogla najti vode med Safo in Marvahom.
V bližini je knjižnica Makkah Al Mukarramah (21°25′30″N 39°49′48″E / 21.42500°N 39.83000°E). Ker se verjame, da stoji na mestu, kjer se je rodil Mohamed, je znana tudi kot Bayt al-Mawlid.
- Kaba
- Črni kamen
- Kristalna kupola Maqama Ibrahima
- Gora Marwah znotraj mošeje
- Gora Safa
- Vodnjak Zamzam, ki je pod tlemi (vhod je zdaj pokrit)

## Uničevanje dediščine
Bilo je nekaj polemik, da projekti širitve mošeje in same Meke povzročajo škodo zgodnji islamski dediščini. Številne starodavne stavbe, nekatere stare več kot tisoč let, so bile porušene, da bi naredili prostor za širitev. Nekateri primeri so:
- Dār Al-Arqam, islamska šola, v kateri je Mohamed najprej poučeval, je bila uničena, da so položili marmorne ploščice.
- Hiša Abu Džahala je bila porušena in nadomeščena z javnimi stranišči.
- Kupola, ki je služila kot nadstrešek nad vodnjakom Zamzam, je bila porušena.
- Nekateri osmanski portiki pri mošeji so bili porušeni.[38]